# 咸宜
咸宜（かんぎ、ハムギ・Hàm Nghi）は、ベトナム阮朝の咸宜帝の治世で使用された元号。1885年旧正月 - 旧9月。

## 西暦との対照表
| 咸宜 | 元年     |
| 西暦 | 1885年   |
| 干支 | 乙酉     |
| 皇紀 | 2545年   |
| 清   | 光緒11年 |
| 日本 | 明治18年 |